# Dependenz
Als Dependenz (aus lateinisch dependere, „abhängen, abhängig sein“) wird in mehreren Fachgebieten die Abhängigkeit einer Größe oder eines Sachverhalts von einer anderen Größe oder einem anderen Sachverhalt bezeichnet.

## Allgemeines
Im frühen 17. Jahrhundert bedeutete Dependenz die Abhängigkeit (von jemandem/etwas), feste Zugehörigkeit zu jemandem/etwas, Unterordnung, Unterwürfigkeit, vor allem auf Hierarchien zwischen Personen und Institutionen oder zwischen Staaten bezogen. Erst ab 1734 entstand der heutige Begriffsinhalt von der Abhängigkeit(sbeziehung) zwischen Gegenständen und Sachverhalten im Sinne von „enger, ursächlicher Zusammenhang, enge unzertrennliche Verbindung“.

## Einordnung
Rudolf Goclenius der Ältere unterschied 1615 eine dependentia essentialiter, dependentia accidentaliter, dependentia causalis und die dependentia personalis voneinander.
Immanuel Kant ordnete die Dependenz in seiner transzendentalen Logik wie folgt ein:
| Kategorie  | Merkmale                                                                    |
| ---------- | --------------------------------------------------------------------------- |
| Gegenstand | Einheit Vielheit Allheit                                                    |
| Qualität   | Realität Negation Limitation                                                |
| Relation   | Inhärenz + Subsistenz Kausalität + Dependenz Gemeinschaft                   |
| Modalität  | Möglichkeit - Unmöglichkeit Dasein - Nichtsein Notwendigkeit – Zufälligkeit |

Für Kant gehört die Dependenz zur Kategorie der Relation und beruht auf einer Kausalität.

## Arten
Der Philosoph Johann Christian Lossius unterschied bereits 1804 zwischen folgenden Arten der Dependenz:
- Ethische Dependenz: die Setzung von Verhaltensnormen durch Grundsätze, Tabus, moralische Appelle u. a.
- Funktionale Dependenz: eine Bedingung entscheidet über die Art der Beschaffenheit der Dependenz.
- Grammatische Dependenz: (syntaktische) Abhängigkeit zwischen zwei Wortformen (wie in „Terror des IS“).
- Konative Dependenz sind die möglichen Bestimmungen, die durch Eigenschaften und Merkmale ein Ding, einen Gegenstand begleiten; diese Dependenz kann auch als attributive Dependenz bezeichnet werden.
- Logische Dependenz ist die Abhängigkeit der Gültigkeit von Begriffen, Schlussfolgerungen oder Urteilen von anderen Begriffen, Schlussfolgerungen oder Urteilen.[6] Wilhelm Windelband schrieb 1900: „Die reale Bedeutung der logischen Dependenz denken wir im Begriff des Gesetzes“.[7] Eine Seinsabhängigkeit liegt vor, wenn das Dasein oder dessen Beschaffenheit durch anderes bedingt oder mitbestimmt ist. Von einer Denkabhängigkeit wird gesprochen, wenn das Dasein nicht ohne ein Anderes verstanden, begriffen oder bewiesen werden kann.[8]
- Metaphysische Dependenz besteht auf der Grundlage des regulativen Prinzips des zureichenden Grundes, wonach das Bedingte stets auf ein anderes Bedingtes zurückzuführen ist, was bis zum Unbedingten nachzuforschen ist.
- Moralische Dependenz ist die Abhängigkeit des Willens von den Sittengesetzen.
- Ontologische Dependenz ist die reale Bestimmung eines Dinges von anderen Dingen.
- Physikalische Dependenz ist die Abhängigkeit der Naturgesetze von der Natur.
- Politische Dependenz sieht Lossius in der Abhängigkeit etwa der rangniedrigeren von den ranghöheren Personen, Untergebenen von der Obrigkeit oder der Armen von den Reichen.
- Psychologische Dependenz ist die durch Gewöhnung entstehende Abhängigkeit des Individuums von Sachen (Alkoholabhängigkeit, Abhängigkeit von psychoaktiven Substanzen) oder Personen (Hörigkeit).
- Religiöse Dependenz: der Bezug des Menschen auf göttliche Vorstellungen.

## Ökonomie
Sehr häufig bestehen ökonomische Dependenzen, die meist quantifizierbar sind. Mittlere Dependenzen liegen bei einem Abhängigkeitsrad von < 30 % vor, hohe bei < 50 % und vollständige bei 100 %.

### Mikroökonomie
Auf einem Markt (etwa Gütermarkt) ist der Nachfrager zu 100 % von einem Monopolisten abhängig; der Nachfrager kann weder die Marktpreise und Produktqualitäten noch die Lieferungs- und Zahlungsbedingungen beeinflussen. Der Abhängigkeitsgrad sinkt bei Oligopolisten und ist im Polypol unbedeutend. In Konzernen sind Tochtergesellschaften wirtschaftlich und rechtlich von ihrer Muttergesellschaft abhängig; der Vorstand hat nach § 312 AktG einen jährlichen Abhängigkeitsbericht zu erstellen.

### Makroökonomie
Im einfachsten Modell hängen der Konsum vom Volkseinkommen und die Investitionen vom Zinsniveau ab, wobei Staatsausgaben und Außenbeitrag als gegeben unterstellt werden. Dann lässt sich untersuchen, wie sich etwa eine Zinsänderung auf die Investitionstätigkeit und über sie auf das Volkseinkommen und den Konsum auswirkt; Dependenzen und Interdependenzen werden sichtbar.
Von peripherer Dependenz wird in der Armutsforschung gesprochen, wenn eine durch Herrschaft bedingte ökonomische Abhängigkeit zur Verfestigung der Armut führt. Dabei sind Armutsgebiete von außen sozialräumlich peripher, ökonomisch dependent und marginalisiert.
Im Außenhandel entstehen Dependenzen, wenn das Importland zu stark von einem einzelnen Exportstaat oder Produkt abhängig ist oder umgekehrt (Dependenztheorie). Im Jahre 2022 betrug die Importquote als Maßstab der Importabhängigkeit Deutschlands bei Steinkohle 100 %, Mineralöl 98 % und Erdgas 95 %. Eine Diversifizierung des Energiemix muss auch diese Dependenzen berücksichtigen.
Die Dependenzen des ökonomischen vom ökologischen System sind vielfach und ausführlich analysiert worden (siehe Ökologische Ökonomie).

## Dependenztheorie
Als Dependenztheorie werden Theorien verstanden, welche die Abhängigkeit zwischen Entwicklungsländern (Peripherien) und Industriestaaten (Metropolon) untersuchen.

## Sprachwissenschaft
In der Sprachwissenschaft werden von Igor Alexandrowitsch Meltschuk drei Arten der Dependenz unterschieden: Morphologische, syntaktische und semantische Dependenz. Dabei liegt die syntaktische zwischen der formalen morphologischen und der inhaltlichen semantischen Dependenz.

## Abgrenzungen
Dependenz ist die einseitige Abhängigkeit eines Objekts oder Sachverhalts von einem anderen, bei der Interdependenz sind beide voneinander abhängig. Medizinische Dependenz wird Abhängigkeit genannt und liegt vor, wenn der plötzliche Entzug eines bislang regelmäßig zugeführten Stoffes psychische Funktionsstörungen (die von physischen Funktionsstörungen begleitet sein können) auslöst und wenn sich diese Dysfunktionen durch erneute Zufuhr des Stoffes aufheben lassen.
Als „Dependenz“ (französisch dependance) wird im deutschen Sprachgebrauch zuweilen auch eine Niederlassung oder Zweigniederlassung bezeichnet.